# Julio Ruiz (periodista)
Julio Ruiz (Madrid, 21 de octubre de 1952) es un periodista musical español que presentó desde 1971 hasta 2021 el programa Disco grande, el más longevo de la radio en España.
Estudió periodismo en la Universidad Complutense de Madrid, y ya entonces compaginó sus estudios con su labor como locutor, pues Disco grande comenzó el 27 de marzo de 1971, cuando Ruiz sólo contaba dieciocho años de edad. En los inicios, el programa se retransmitía por Radio Popular FM (99.5), y pasó a formar parte de la programación de Radio 3 de Radio Nacional de España en 1991, después de haber pasado por otros diales públicos como Radio Cadena Española y Radio 4. Cuando Julio Ruiz tuvo que cumplir el servicio militar obligatorio, viajó cada semana de su cuartel en Lérida a Madrid para grabar en un día los programas de esa semana, por lo que la emisión no se vio interrumpida. Disco grande fue bautizado con ese título porque en él se pinchaban completos los discos de vinilo, que eran los discos grandes. Desde sus comienzos hasta la actualidad, Julio Ruiz, que también ha trabajado en prensa escrita y televisión, ha acercado novedades de la música popular a los oyentes, y cuenta en su casa con una colección de unas 5000 maquetas. Muchas bandas españolas ampliamente conocidas de la década de 1980 o 1990, como Nacha Pop, Los Planetas, Tos (Los Secretos), Radio Futura o Loquillo, sonaron en su programa cuando daban sus primeros pasos en la industria musical.
Recibió el Premio Ondas 2013 al mejor programa de radio musical, y el Premio Nacional de Radio en 2011, otorgado por la Academia Española de la Radio, como Mejor Presentador Musical por su programa Disco grande.
Julio Ruiz se jubiló en junio de 2021, de acuerdo con el convenio de trabajadores de RTVE, ante lo que afirmó sentirse "triste", porque "ha sido toda una vida". La última emisión de Disco grande se celebró el viernes 18 de junio de 2021, y en ella sonaron las bandas ganadoras del referéndum anual a mejores maquetas o artistas emergentes.
En enero de 2022 comienza una nueva etapa en Subterfuge Radio donde dirige todos los martes un nuevo programa titulado Todos los discos son grandes y que es una continuación de su programa de toda la vida.
En abril de 2022 estrena su sección mensual 'La época heroica' en la revista Muzikalia, donde cada mes repasa sus memorias musicales más significativas.